# 国際連合安全保障理事会決議229
国際連合安全保障理事会決議229（こくさいれんごうあんぜんほしょうりじかいけつぎ229、英: United Nations Security Council Resolution 229）は、1966年12月2日に国際連合安全保障理事会で採択された決議である。
安保理は「ウ・タントの高い義務感の資質が証明されていることを承知し、彼の任命が組織のより大きな利益や目的に何よりも寄与することになると信じている」として国際連合総会に対してウ・タントの国際連合事務総長への任命を勧告した。